# アシュリー・スコット
アシュリー・スコット（Ashley Scott 1987年7月14日- ）は南アフリカ共和国出身の野球選手。身長177cm。体重93kg。ポジションは外野手・三塁手。右投右打。
2006年のWBCでは18歳の若さで南アフリカ代表に選出され、メキシコ戦では代打で出場した。
2007年のIBAFワールドカップ代表にも選出されている。
2009年のWBCでも南アフリカ代表に選出され、初戦のキューバ戦では指名打者として起用された。
思い切りの良い打撃と強肩が持ち味。現在はタコマ・コミュニティカレッジでプレーしている。